# 瓦朗厄爾峽灣

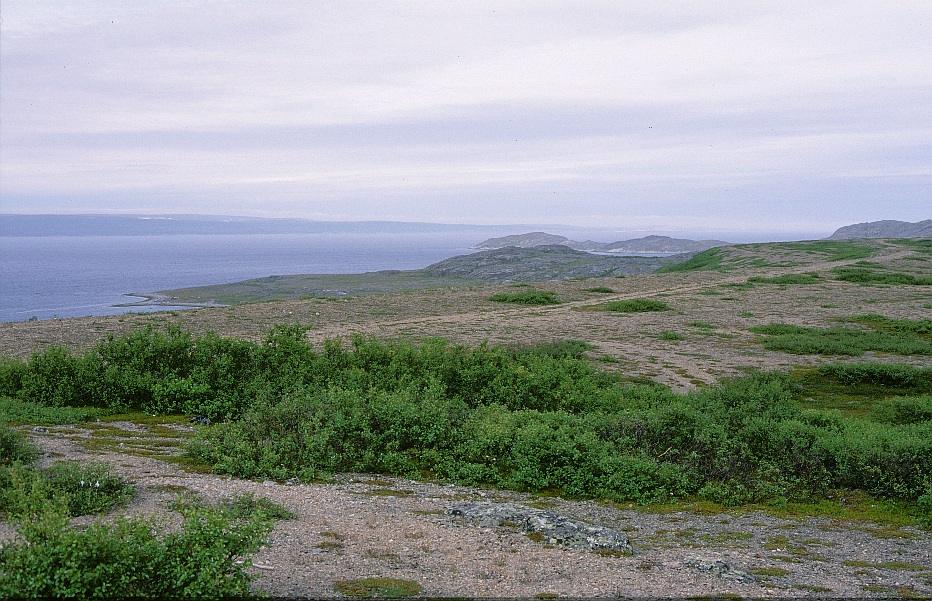

瓦朗厄爾峽灣是挪威的峽灣，位於瓦朗厄爾半島和挪威大陸之間，屬於巴倫支海的一部分，由芬馬克郡負責管轄，長100公里、寬70公里。